# Stanley Road
Stanley Road è il terzo album in studio da solista del musicista britannico Paul Weller, pubblicato nel 1995. 
Il disco è stato ripubblicato nel 2005 per il decennale.

## Tracce
Tutti i brani sono scritti da Paul Weller tranne dove indicato.
1. The Changingman (Brendan Lynch, Paul Weller) – 4:02
2. Porcelain Gods – 4:51
3. I Walk on Gilded Splinters (John Creaux) – 5:24
4. You Do Something to Me – 3:38
5. Woodcutter's Son – 4:43
6. Time Passes – 4:56
7. Stanley Road – 4:18
8. Broken Stones – 3:16
9. Out of the Sinking – 3:51
10. Pink on White Walls – 2:39
11. Whirlpools' End – 7:11
12. Wings of Speed – 3:13